# FileHippo
FileHippo.com — софт-портал для загрузки программного обеспечения, запущенный в 2004 году.
Сайт также предлагает специальную утилиту «FileHippo Update Checker» , которая предназначена для сканирования компьютера на наличие установленного программного обеспечения непосредственно с сайта FileHippo.com и предлагает доступные обновления для него, если такие имеются в базе данных.

## Статистика и популярность
- Согласно статистике Quantcast [2], сайт посещают более 3 миллионов пользователей из США в месяц.
- По состоянию на 2 сентября 2010 года, FileHippo находится на 717 месте по посещаемости в мире, согласно по рейтингу Alexa.com [3].

## Примечание
1. ↑  Update Checker. FileHippo. Дата обращения: 29 мая 2010. Архивировано из оригинала 27 апреля 2012 года.
2. ↑  FileHippo Quantcast Profile. Quantcast. Дата обращения: 29 мая 2010. Архивировано из оригинала 27 апреля 2012 года.
3. ↑  FileHippo on Alexa. Дата обращения: 2 сентября 2010. Архивировано из оригинала 27 апреля 2012 года.